# Eupithecia johnsoni
Eupithecia johnsoni là một loài bướm đêm trong họ Geometridae.